# Związek Harcerstwa Polskiego działający poza granicami Kraju
Związek Harcerstwa Polskiego działający poza granicami Kraju (ZHP) – organizacja harcerska ideowo i organizacyjnie kontynuująca na emigracji działalność polskiego skautingu, zapoczątkowanego w 1910 przez Andrzeja i Olgę Drahonowską-Małkowską. Skupia ok. 7000 skrzatów, zuchów, harcerek, harcerzy oraz instruktorów polskiego pochodzenia w Australii, Argentynie, Austrii, Belgii, Danii, Francji, Irlandii, Kanadzie, Niemczech, Republice Południowej Afryki, Stanach Zjednoczonych, Węgrzech, i Wielkiej Brytanii. Opiera swoją działalność na służbie Bogu, Polsce i bliźnim, samodoskonaleniu (pracy nad sobą) i braterstwie. Zasady postępowania harcerza wyznacza Przyrzeczenie Harcerskie i Prawo Harcerskie. Zasady postępowania zucha wyznacza Obietnica zucha i Prawo zucha.

## Historia
Po przegranej kampanii wrześniowej 1939 na uchodźstwie znalazło się dużo starszyzny harcerskiej, wśród niej członkowie naczelnych władz harcerskich, włącznie z przewodniczącym ZHP dr. Michałem Grażyńskim, który z Rumunii przybył do Paryża 9 października 1939. Tego samego dnia Grażyński utworzył Naczelny Komitet Wykonawczy ZHP, w skład którego (oprócz Grażyńskiego) weszli: wiceprzewodniczący ZHP gen. bryg. dr Józef Zając, hm. Maria Kapiszewska oraz komisarz międzynarodowy ZHP hm. Henryk Kapiszewski. Komitet, będąc reprezentacją ZHP, miał działać eksterytorialnie, podobnie jak Rząd Rzeczypospolitej. Powstanie Komitetu prezydent RP Władysław Raczkiewicz zaakceptował już 13 października 1939, gdy otrzymał pisemną wiadomość od Grażyńskiego. Komitet został w listopadzie 1939 uznany przez Światowe Biuro Skautowe za reprezentację ZHP. W ciągu pierwszych kilkunastu tygodni działalności komitet uzyskał bardzo wiele dla harcerstwa polskiego zarówno w kraju, jak i na obczyźnie.
Po ewakuacji do Wielkiej Brytanii 22 grudnia 1940 w Perth z udziałem 36 instruktorów harcerskich odbyła się konferencja, na której wybrano 19 instruktorów (włącznie z Olgą Małkowską) jako kandydatów na członków Tymczasowego Komitetu ZHP. Dwa dni później w posiadłości Castlemains koło Douglas w Lanarkshire odbyło się zebranie 15 członków starszyzny z Michałem Grażyńskim, ukonstytuował się Komitet Harcerski w Wielkiej Brytanii z siedzibą w Castlemains, spośród instruktorów wybranych na konferencji w Perth. Powstanie Komitetu było ważnym krokiem, gdyż w Wielkiej Brytanii rozwinęła się działalność drużyn harcerzy i harcerek, kręgów starszoharcerskich w wojsku.
Michał Grażyński wkrótce jako człowiek byłego reżimu sanacyjnego został przez rząd RP pozbawiony funkcji przewodniczącego ZHP, a następnie zesłany do Rothesay na wyspę Bute u wybrzeży Szkocji, gdzie umieszczano m.in. przeciwników rządu i wyższych oficerów bez przydziału. Grażyński zachował jednak tak wielki autorytet, że nikt inny nie podjął się objęcia funkcji przewodniczącego ZHP. W związku z tym kierowanie Komitetem przejęła hm. Olga Małkowska.
21 sierpnia 1942 Ministerstwo Spraw Wewnętrznych przyjęło listę członków Komitetu przesłaną przez Małkowską, zatwierdzając zakres działania i skład Komitetu jako Tymczasowego Komitetu Harcerskiego. Uznanie rządowe dla komitetu umożliwiło uzyskanie subwencji na prowadzenie biur i działalności harcerskiej na terenie Wielkiej Brytanii. Dlatego też odbyte 16 stycznia 1943 w Londynie posiedzenie Komitetu zdecydowało się przenieść swoją siedzibę z Castlemains do Londynu. Uchwalono również regulamin wewnętrzny komitetu. Gdy na początku kwietnia 1943 ppor. hm. Kazimierza Sabbata, będącego członkiem komitetu, przeniesiono służbowo do Londynu, przewodnicząca Małkowska przybywająca w Castlemains zdecydowała, że Sabbat jako wiceprzewodniczący Komitetu będzie ją w zastępstwie reprezentował w Londynie. Zdecydowano się również zmienić nazwę Tymczasowy Komitet Harcerski na Komitet Naczelny ZHP na Czas Wojny. Organem wykonawczym Komitetu stało się biuro harcerskie w Londynie na czele z Sabbatem, który praktycznie był szefem harcerstwa polskiego czasu wojny poza granicami kraju, gdyż przewodnicząca Małkowska przebywała na stałe w Castlemains. W czasie II wojny światowej wśród wojennego wychodźstwa Polaków harcerstwo spontanicznie wznawiało swą działalność we Francji, Anglii, na Bliskim Wschodzie, w Indiach, Afryce i innych krajach oraz w Polskich Siłach Zbrojnych.
W 1946 na Zjeździe w Enghien pod Paryżem, odbytym z udziałem Przewodniczącego ZHP Michała Grażyńskiego, przyjęto powojenną strukturę ZHP działającego poza granicami Kraju i obejmującego kraje osiedlenia się Polaków.
W 2024 otrzymał Medal „Milito Pro Christo”.

## Zloty
Zloty (ang. jamboree) są tradycyjnymi spotkaniami harcerzy i skautów. Na przestrzeni lat Związek Harcerstwa Polskiego działający poza granicami Kraju zorganizował następujące zloty organizacji:
- 1969 – I Światowy Zlot ZHP (działającego poza granicami Kraju) w Monte Cassino, Lacjum, Włochy
- 1976 – II Światowy Zlot ZHP (działającego poza granicami Kraju) w Kaszubach, Ontario, Kanada
- 1982 – III Światowy Zlot ZHP (działającego poza granicami Kraju) w Comblain-la-Tour, Liège, Belgia
- 1988 – IV Światowy Zlot ZHP (działającego poza granicami Kraju) w Rising Sun, Maryland, USA
- 1994 – V Światowy Zlot ZHP (działającego poza granicami Kraju) w Clumber Park, Anglia, Wielka Brytania
- 2000 – VI Światowy Zlot ZHP (działającego poza granicami Kraju) w Acton, Ontario, Kanada. komendantka – hm. Elżbieta Morgan
- 2004 – Okolicznościowy Zlot ZHP (działającego poza granicami Kraju) w 60. rocznice Powstania Warszawskiego w Okuniewie (Warszawa), Mazowsze, Polska
- 2006 – VII Światowy Zlot ZHP (działającego poza granicami Kraju) w Whiteford, Maryland, USA. komendantka – hm. Gabriela Backiel
- 2010 – VIII Światowy Zlot ZHP (działającego poza granicami Kraju) w Zegrzu (Warszawa), Mazowsze, Polska – Jubileuszowy Zlot z okazji 100-lecia harcerstwa – komendantka – hm. Teresa Ciecierska
- 2017 – IX Światowy Zlot ZHP (działającego poza granicami Kraju) w Mille Isles, Quebec, Kanada – komendantka – hm. Krystyna Reitmeier
- 2024 – X Światowy Zlot ZHP (działającego poza granicami Kraju) w Camp Raven Knob, Karolina Północna, USA – Komendant – hm. Marcin Czabański[5][6]

## Władze
Przewodniczący ZHP działającego poza granicami Kraju

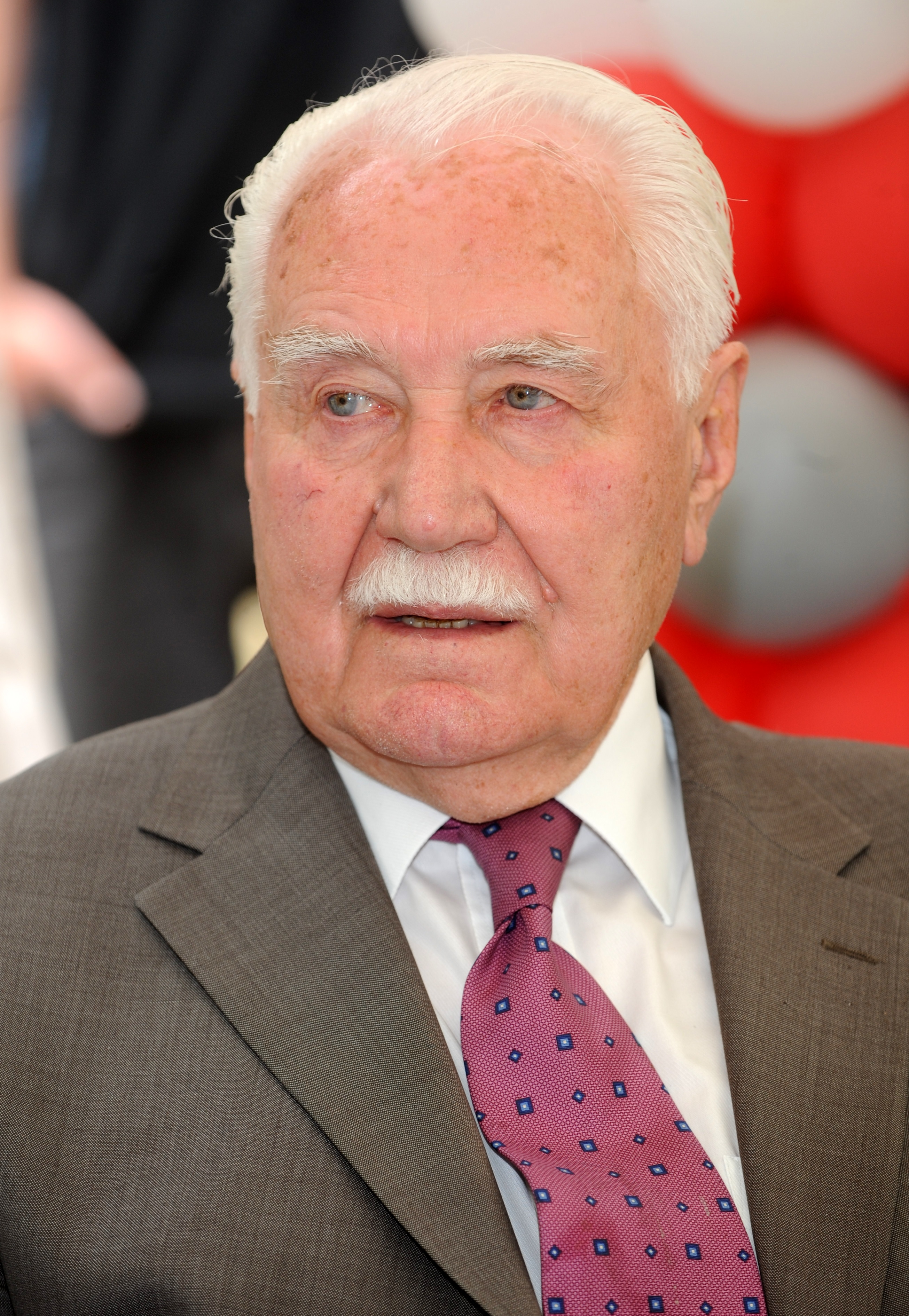
hmRP. Ryszard Kaczorowski

- Michał Grażyński[7] – 3 lutego 1946 – 1951[8]
- hm. Stanisław Sielecki – 1951-1952 (zm. 7 września 1952)[9]
- gen. Nikodem Sulik – kwiecień 1953-1954 (zmarł 14 stycznia 1954)[10]
- hm. Zygmunt Szadkowski – 1954–1960 (jako przewodniczący ZHPpgK i 1960-1967 jako przewodniczący ZHP[11]
- hm. Ryszard Kaczorowski – 1967–1988
  - hm. Jan Stanisław Prokop – wiceprzewodniczący ZHP działającego poza granicami Kraju – 1967–1968
  - hm. Zdzisław Kołodziejski – wiceprzewodniczący ZHP działającego poza granicami Kraju
- hm. Stanisław Berkieta – 1988-1994
- hm. Bogdan Szwagrzak – 1994-2000
- hm. Barbara Zdanowicz – 2000 – 8 grudnia 2006
- hm. Edmund Kasprzyk – 10 grudnia 2006 – 5 grudnia 2009
- hm. Teresa Ciecierska – od 5 grudnia 2009 – 21 listopada 2015
  - hm. Edmund Kasprzyk – wiceprzewodniczący ZHP działającego poza granicami Kraju – 5 grudnia 2009 – 25 stycznia 2011
  - hm. Andrzej Borowy – wiceprzewodniczący ZHP działającego poza granicami Kraju – od 2012
- hm. Robert Rospędzihowski – 22 listopada 2015 – 29 stycznia 2022
- hm. Marek Szablewski – od 29 stycznia 2022

## Współczesność
ZHP działający poza granicami Kraju funkcjonuje w odrębnych organizacjach: Organizacja Harcerek, Organizacja Harcerzy i Organizacja Starszego Harcerstwa pod kierownictwem własnych Głównych Kwater, odpowiedzialnych za program i metody pracy. Jednostki żeńskie i męskie w danym kraju tworzą okręg, który posiada dużą dozę autonomii oraz osobowość prawną.
Podział na gałęzie według grup wiekowych:
- skrzaty – 4-7 lat
- zuchy – 7-11 lat
- harcerki/harcerze – 11-15 lat
- wędrowniczki/wędrownicy – 15-21 lat
- instruktorki/instruktorzy – 16+ lat
- starsze harcerstwo – 18+ lat

Rodzice oraz inne osoby dorosłe popierające harcerstwo i służące pomocą moralną, fizyczną i finansową młodzieży harcerskiej, tworzą Koła Przyjaciół Harcerstwa przy lokalnych jednostkach harcerskich, które są częścią ZHP działającego poza granicami Kraju.